# Kritón (dialógus)
A Kritón Platón egyik korai korszakában írt rövid de annál erőteljesebb dialógusa. A mű az antik politikafilozófiai irodalom egyik legérdekesebb darabja, melyben Platón a politikai rendszer legitimációját, a politikai kötelezettséget és a polgári engedetlenség problémáját vizsgálja. A mű központi gondolta szerint azt nevezhetjük csak jónak ami törvényes, ezért a jogtalanságra sohasem lehet jogtalanság a válasz. A város életbemaradásának az egyik feltétele a törvények betartása; a magánembereknek mindig alá kell vetniük magukat a törvényeknek. Ezt az engedelmességre való kötelezettséget „szavakkal és tettekkel” kell szerződésbe foglalni.
A Kritón című mű egyben választ is szolgál arra a kérdésre, hogy Szókratész miért vállalta a halált a szökés helyett.

## A dialógus
A dialógus Kritón látogatásával kezdődik, aki mesterének és barátjának Szókratésznek rossz híreket hozott: megérkezett a szent hajó Délosz szigetéről, ezért másnap – a hagyományoknak megfelelően – végre fogják hajtani a kivégzést. Kritón személyét ismerhetjük korábbi dialógusokból is: a Szókratész védőbeszédében(33 d) ő helyezte el az óvadékot Szókratész elítélése és kivégzése közötti időre, annak biztosítékaként, hogy a filozófus nem fog megszökni a börtönből (Phaidon 115b). Kritón nevét Diogenész Laertiosz is megemlíti, két ízben is.
A dialógusban bemutatott jelenet körülbelül egy hónappal Szókratész elítélése után játszódik. Ugyancsak egy platóni dialógusból tudjuk (Phaidon 59 d1 skk.), hogy Szókratész barátai minden reggel a börtön közelében levő bíróság kapuja előtt találkoztak és ott beszélgettek mindaddig míg az őrök ki nem nyitották a kapukat a látogatók előtt. Kritón, ebben a dialógusban órákkal a többiek megérkezése előtt érkezik. Szókratész elmeséli Kritónnak az imént látott álmát. Szókratész nagy jelentőséget tulajdonított az álmoknak, mivel egyrészt útmutatást adnak (lásd Szókratész védőbeszéde 33c), másrészt felfedik a jövőt (lásd Phaidón 60e – 61b). Az álom szerint Szókratésznak nem másnap, hanem rákövetkező napon kell bevégezni az életét. Kritón arra kéri Szókratészt, hogy szökjön meg a börtönből indokként azt hozza fel, hogy az emberek azzal fogják vádolni őt és Szókratész barátait, hogy fukarságból és hanyagságból elmulasztották barátjuk megmentését. Szókratész arra próbálja rávenni Kritónt, hogy ne foglalkozzon a tömeg véleményével, mivel az nem képes, hiszen az nem képes sem jó sem rosszat cselekedni, s mindig azt teszi, ami éppen az eszébe jut.
Kritón nem adja fel Szókratész győzködését, ugyanakkor biztosítja őt, hogy a sikeres szökés esetén nem kell tartani attól, hogy az ellenségei a barátain állnak bosszút mivel mindannyian készek az áldozatokra. Kritón szerint Szókratész halála csak az ellenségeinek lenne jó, ráadásul gyerekeit is árván hagyná az élet viharaiban. Szókratész válasza az, hogy ő egész életében mindig arra az érvre hallgatott, ami a leghelyesebbnek tűnt a számára, most sem kíván másképpen cselekedni. Nem a sokaságra kell hallani, hanem csak annak a véleményére, aki szakértője az adott témának. Például a tornász gyakorlata közben nem törődik a közönség (hozzá nem értő sokaság) bekiabálásaival, hanem kizárólag az edzőjére (szakértő egy) hallgat, mert tudja, hogy csak az tudja mi jó neki. Azonban nemcsak a testi dolgok területén kell a hozzáértők tanácsát követni, hanem a lelki dolgok területén is:
Akkor viszont, drága barátom, nem arra kell figyelnünk, mit mond majd rólunk a többség, hanem arra, hogy mit mond az az egy, aki ért az igazságossághoz, és hogy mit mond maga az igazság. Így aztán nem volt jó az a javaslatod, mikor azzal kezdted, hogy a többség véleményével kell törődnünk, ami az igazságosat, szépet, a jót és ezek ellenkezőjét illeti. Csakhogy erre joggal mondhatná valaki: „Igen de a többség képes lenne megölni minket!”.
A tömeg akár meg is ölheti az embert, de nem az élet a legfontosabb hanem a „jó élet”. A „jó élet” gondolata a görög filozófia, különösen a szókratikusok egyik alaptétele. Platón és Arisztotelész is kiemelkedően kezeli, a hellenisztikus korban pedig központi kérdéssé válik a „jó élet” problémája.

### Szókratész érvei arról, hogy miért lenne helytelen dolog kitérni a város törvényei elől
Szókratész szerint az az ember aki helyesen szeretne élni, soha senkivel szemben nem követhet el igazságtalanságot, még akkor sem ha ő igazságtalanságot szenvedett el. Ha az ember tisztában van azzal mi igazságos, de mégsem ez szerint cselekszik akkor elveivel szemben cselekszik. Ezt követően Szókratész vizsgálat alá veti azt, hogy igazságtalanságot követne-e el megszökne a börtönből. Mi lenne – kérdi Szókratész – , ha szökés közben egyszer csak elébe állnának a város megszemélyesített törvényei, és azt kérdeznék tőle:„Mond csak, Szókratész, mit forgatsz a fejedben? Vajon mi más lenne a szándékod ezzel a tettel, mint elpusztítani bennünket, törvényeket és az egész várost, amely rajtad áll? Vagy azt hiszed fennmaradhat a város, és elkerülheti a teljes felfordulást, amelyekben a meghozott ítéleteket nem lehet végre hajtani, mert a magánemberek semmibe veszik és lábbal tiporják azokat?”
Szókratésznak élete során csak előnye származott az athéni törvényekből, ezért tartózkodnia kell attól, hogy megkísérelje tönkretenni azokat. Szókratész gyermeksorból való kilépése után is Athénban maradt, tehát tudatosan is elfogadta a város törvényeit. A törvények soha nem parancsolnak hanem csak kérnek, de alternatívát is adtak: vagy engedelmeskedik nekünk, vagy győzze meg őket, hogy valamiről rosszul rendelkeztek. Mindezek mellett egy másik lehetőség is van: akinek nem tetszenek a város törvényei annak lehetősége van családostól kivándorolni, a város törvényei ezt nem tiltják. Aki azonban marad az azt jelenti, hogy elfogadja a törvényeket és aláveti magát nekik. Szókratész nem hagyta el szinte soha várost, külföldre sem ment, hogy megismerjen más törvényeket. Ráadásul Szókratész a bírák előtt nem kérte azt a lehetőséget, hogy a halálbüntetést változtassák meg száműzetésre. Milyen jogon tehetné meg akkor most titokban, hogy a város akarata ellen megszökjön? „Még a mostani peredben is kérhetted volna, ha akarod, hogy száműzetésre ítéljenek, és akkor azt amire most a város akarata ellen készülsz, a város jóváhagyásával tehetted volna meg!.” Gyalázatos, rabszolgához méltó dolog lenne, ha most a törvények megszegése, tönkretétele árán szerezné vissza a szabadságát ugyanis ezzel nemcsak a hazáját árulná el hanem barátait és elveit is. Továbbá ha Szókratész ezt az utat választaná nemcsak az e világi törvények neheztelnének rá, hanem a Hadészbeliek sem bocsátanának meg, hogy hit és szerződésszegően tönkretette világi testvéreiket.
Szókratész közli Kritónnal, hogy az előbb neki előadott beszédet ő úgy hallja mint ahogyan a Körübiász-papok hallják a fuvolaszót. Végül, Kritón elnémul Szókratész érveinek súlya alatt.